# Spelunky 2
Spelunky 2 (от англ. to spelunk — исследовать пещеры) — компьютерная игра в жанре платформера, разработанная Mossmouth и BlitWorks и выпущенная в 2020 году. Игра является продолжением Spelunky (2008) и была выпущена на PlayStation 4 и Windows в сентябре 2020 года. Также есть версия для Nintendo Switch, которая вышла в середине 2021 года. Игра получила признание критиков.

## Игровой процесс
Как и её предшественница, Spelunky 2 является двумерным платформером. Игрок управляет Аной, дочерью исследователя из первой части игры, посещающей Луну, чтобы найти своих потерявшихся родителей. В игре Ана должна проходить через пещеры, наполненные враждебными существами и ловушками, и собирать сокровища. Если Ана умирает, игрок теряет большую часть предметов и начинает уровень заново, который преображается с помощью процедурной генерации, благодаря чему в нём появляются новые испытания и пути. Каждая сцена делится на несколько слоёв, каждый из которых может быть исследован игроком. В игру были добавлены новые зоны, такие как лавовая Волкана, а также новые монстры, ловушки и верховые звери. Кроме того, в игре была реализована новая система физики жидкостей, благодаря которой жидкости текут по уровню. Spelunky 2 поддерживает многопользовательскую игру до четырёх человек — как в кооперативном, так и в соревновательном режимах.

## Разработка
Дерек Ю, разработчик оригинальной игры, вернулся в индустрию для разработки сиквела. По словам Ю, в процессе написания книги для Boss Fight Books, в которой он рассматривал разработку первой игры, у него возникало всё больше и больше идей для сиквела. С программированием игры ему помогала студия BlitWorks, в прошлом занимавшаяся портированием первой игры на PlayStation, — Ю нужно было отдать часть разработки на аутсорс из-за большего масштаба сиквела. Ю специально сделал так, чтобы игра не сильно отличалась от оригинальной Spelunky, потому что считает, что сиквелы должны быть «расширениями предыдущих игр», и чтобы фанаты первой игры могли чувствовать, что играют в «продолжение». В игру был добавлен ряд новых функций, а оригинальный игровой цикл был обновлён и подправлен.
Ю стремился создать игру, которая бы ощущалась «живым, дышащим местом», чтобы удерживать новых игроков вовлечёнными. Для достижения этой цели он добавил много лора и предыстории миру и персонажам. Сюжет, сфокусированный на темах семьи и родственников, в основном подаётся через журнальные статьи в игровом мире, а также через лагерь, в котором Ана может взаимодействовать с персонажами, с которыми встретилась в своих приключениях.
Sony Interactive Entertainment анонсировала игру на Paris Games Week в октябре 2017. Изначально выпуск был назначен на 2019 год, однако в августе 2019 года Ю заявил, что выпуск игры откладывается на 2020 год, поскольку разработка требовала большего количества времени. 15 сентября 2020 года игра вышла на PlayStation 4, а 29 сентября того же года — на Windows.
Во время презентации Indie World в декабре 2020 года был анонсирован выпуск игры на Nintendo Switch в середине 2021 года.

## Критика
Игра получила признание критиков, средний балл версии игры для ПК на агрегаторе рецензий Metacritic составляет 91 из 100 на основании 16 рецензий. Уильям Хьюз в рецензии для The A.V. Club похвалил то, как игра подхватила успех оригинальной игры и то, с какой лёгкостью она включила в игру новые функции, такие как возможность забираться на высокие места верхом на индейках. Крис Плант в своей рецензии для Polygon похвалил улучшения по сравнению с предыдущей игрой и написал: «всё ощущается немножко другим — очередное подтверждение того, что идеал неидеален». Митчелл Салцман из IGN назвал игру «шедевром, который улучшает свою предшественницу способами, до которых я бы никогда не додумался».
Spelunky 2 была номинирована в категории «Лучшая независимая игра» на The Game Awards 2020, однако победительницей стала Hades.